# Драге Ронтон
Драге Ронтон (фр. Dragey-Ronthon) насеље је и општина у северној Француској у региону Доња Нормандија, у департману Манш која припада префектури Авранш.
По подацима из 2011. године у општини је живело 800 становника, а густина насељености је износила 52,74 становника/km². Општина се простире на површини од 15,17 km². Налази се на средњој надморској висини од 40 метара (максималној 115 m, а минималној 6 m).

## Демографија
| 1962. | 1968. | 1975. | 1982. | 1990. | 1999. | 2011. |
| ----- | ----- | ----- | ----- | ----- | ----- | ----- |
| 569   | 632   | 569   | 597   | 571   | 616   | 800   |

График промене броја становника у току последњих година